# Średnia prędkość tłoka
Średnia prędkość tłoka – służy do oceny szybkobieżności silnika, zależy od wymiarów geometrycznych oraz prędkości obrotowej.
Powiększanie prędkości obrotowej, przy stałej wartości skoku tłoka S, prowadzi do powiększenia średniej prędkości tłoka, która stanowi jeden z głównych czynników decydujących o trwałości silnika, a w szczególności gładzi cylindrowej i pierścieni tłokowych. Powiększenie Cśr powoduje wzrost cieplnego oraz mechanicznego obciążenia silnika. Obecnie w silnikach szybkoobrotowych przyjmuje się stosunek S/D bliski 1 lub nawet mniejszy od 1 (silnik krótkoskokowy). W ten sposób starając się zachować niezmienioną wartość średniej prędkości tłoka, umożliwia się powiększenie prędkości obrotowej silnika. Wielkość średnia prędkość tłoka jest jednym z elementów wysilenia silnika.
Średnią prędkość tłoka oblicza się ze wzoru:
Cśr=2Sn1 [m/s] 
lub 
Cśr=Sn2/30 [m/s]
gdzie:
S – skok tłoka, [m]
n1 – prędkość obrotowa Hz
n2 – prędkość obrotowa obr./min